# Vincent De Haître
Vincent De Haître (* 16. Juni 1994 in Ottawa) ist ein kanadischer Eisschnellläufer und Bahnradsportler.

## Sportlicher Werdegang

### Eisschnelllauf
De Haître debütierte im Eisschnelllauf-Weltcup zu Beginn der Saison 2013/14 in Calgary und belegte dort im B-Weltcup die Plätze 21 und 17 über 1500 m. Bei den Olympischen Winterspielen 2014 in Sotschi errang er den 33. Platz über 1500 m und den 20. Platz über 1000 m. In der Saison 2014/15 kam er im A-Weltcup dreimal unter die ersten Zehn, darunter Platz drei über 1000 m beim Weltcupfinale in Erfurt. Im Januar 2015 wurde er bei den kanadischen Meisterschaften in Calgary Zweiter über 1500 m. Im folgenden Monat belegte er bei den Einzelstreckenweltmeisterschaften in Heerenveen den 12. Platz über 1000 m und erreichte zum Saisonende den neunten Rang im Gesamtweltcup über 1000 m. In der Saison 2015/16 errang er im Weltcupeinzel sieben Top-Zehn-Platzierungen und belegte damit den 11. Platz im Gesamtweltcup über 1500 m und den neunten Platz im Gesamtweltcup über 1000 m. Zudem kam er beim Weltcupfinale in Heerenveen auf den zweiten Platz im Teamsprint und holte in Salt Lake City und in Heerenveen im Teamsprint seine ersten Weltcupsiege. Im Januar 2016 wurde er kanadischer Meister über 1000 m und über 1500 m. Bei den Einzelstreckenweltmeisterschaften 2016 in Kolomna belegte er den achten Platz über 1000 m und den sechsten Rang über 1500 m. Nach sechsten Plätzen über 1000 m und 1500 m zu Beginn der Saison 2016/17 in Harbin, siegte er in Nagano im Teamsprint und in Astana über 1000 m. In Heerenveen und in Stavanger wurde er jeweils Zweiter im Teamsprint und errang in Stavanger zudem den zweiten Platz über 1000 m. Anfang Januar 2017 wurde er erneut kanadischer Meister über 1000 m und über 1500 m. Bei den Einzelstreckenweltmeisterschaften 2017 in Gangwon belegte er den vierten Platz über 1500 m und holte über 1000 m die Silbermedaille. Die Saison beendete er auf dem zehnten Platz im Weltcup über 1500 m und den zweiten Rang im Weltcup über 1500 m. In der folgenden Saison triumphierte er im Weltcup dreimal im Teamsprint und errang in Heerenveen den zweiten Platz über 1500 m. Im Januar 2018 siegte er bei den kanadischen Meisterschaften in Calgary zum dritten Mal in Folge über 1000 m und 1500 m. Beim Saisonhöhepunkt, den Olympischen Winterspielen 2018 in Pyeongchang, kam er auf den 21. Platz über 1500 m.

### Radsport
De Haître bestreitet neben dem Eisschnelllauf auch Radrennen auf der Bahn; ursprünglich begann er mit dem Radsport, um seine Ausdauer zu trainieren. 2012 gehörte er zum kanadischen Team bei den panamerikanischen Bahnmeisterschaften der Junioren und war für die Junioren-Bahnweltmeisterschaften nominiert. 2014 ging er bei den Commonwealth Games in Glasgow in Sprint, Keirin, 1000-Meter-Zeitfahren sowie im Teamsprint an den Start. Im Teamsprint wurde er gemeinsam mit Hugo Barrette und Joseph Veloce Vierter. Im selben Jahr belegte er bei den panamerikanischen Bahnmeisterschaften im 1000-Meter-Zeitfahren mit der kanadischen Rekordzeit von 1:00,589 Minuten Platz fünf. 2013, 2016, 2019 und 2020 wurde er über 1000 Meter kanadischer Meister.
2019 wurde Vincent De Haître mit Derek Gee, Jay Lamoureux und Michael Foley Panamerikameister in der Mannschaftsverfolgung. 2021 startete er in dieser Disziplin bei den Olympischen Spielen in Tokio und belegte gemeinsam mit Gee, Lamoureux und Foley Platz fünf.

## Ehrungen
2017 wurde De Haître zum dritten Mal zum Sportler des Jahres von Ottawa gewählt.

## Erfolge Eisschnelllauf

### Persönliche Bestzeiten
- 500 m      34,90 s (aufgestellt am 5. Januar 2018 in Calgary)
- 1000 m    1:06,72 min (aufgestellt am 25. Februar 2017 in Calgary)
- 1500 m    1:43,13 min (aufgestellt am 3. Dezember 2017 in Calgary)
- 3000 m    3:44,76 min (aufgestellt am 23. September 2017 in Calgary)
- 5000 m    6:39,86 min (aufgestellt am 17. März 2017 in Calgary)

### Teilnahmen an Weltmeisterschaften und Olympischen Winterspielen

#### Olympische Spiele
- 2014 Sotschi: 20. Platz 1000 m, 33. Platz 1500 m
- 2018 Pyeongchang: 21. Platz 1500 m

#### Einzelstreckenweltmeisterschaften
- 2015 Heerenveen: 12. Platz 1000 m
- 2016 Kolomna: 6. Platz 1500 m, 8. Platz 1000 m
- 2017 Gangwon: 2. Platz 1000 m, 4. Platz 1500 m

#### Sprintweltmeisterschaften
- 2017 Calgary: 9. Platz Mehrkampf

### Weltcupsiege

#### Weltcupsiege im Einzel
| Nr. | Datum            | Ort    | Disziplin |
| --- | ---------------- | ------ | --------- |
| 1.  | 3. Dezember 2016 | Astana | 1000 m    |

#### Weltcupsiege im Team
| Nr. | Datum             | Ort              |
| --- | ----------------- | ---------------- |
| 1.  | 22. November 2015 | Salt Lake City 1 |
| 2.  | 11. Dezember 2015 | Heerenveen 2     |
| 3.  | 19. November 2016 | Nagano 3         |
| 4.  | 12. November 2017 | Heerenveen 4     |
| 5.  | 19. November 2017 | Stavanger 5      |
| 6.  | 1. Dezember 2017  | Calgary 6        |

### Kanadische Meisterschaften
- 2015: 2. Platz 1500 m
- 2016: 1. Platz 1000 m, 1. Platz 1500 m
- 2017: 1. Platz 1000 m, 1. Platz 1500 m
- 2018: 1. Platz 1000 m, 1. Platz 1500 m

## Erfolge – Radsport
2013
- Kanadischer Meister – 1000-Meter-Zeitfahren

2016
- Kanadischer Meister – 1000-Meter-Zeitfahren
- Panamerikameisterschaft – 1000-Meter-Zeitfahren

2019
- Panamerikameister – Mannschaftsverfolgung (mit Derek Gee, Jay Lamoureux und Michael Foley)
- Kanadischer Meister – 1000-Meter-Zeitfahren

2020
- Kanadischer Meister – 1000-Meter-Zeitfahren